# Gloria Lomana
Gloria Fernández-Lomana García (Madrid, 16 de juny de 1959), més coneguda com a Gloria Lomana, és una periodista espanyola, que entre el 8 de juliol de 2003 i el 8 de juliol de 2016 va ser directora d'informatius del canal privat de televisió Antena 3.

## Trajectòria professional
Es va llicenciar en Periodisme a la Universitat Complutense de Madrid. Va començar el seu exercici professional el 1978 a Radio Centro Madrid i Radiocadena Española, i també va estar treballant a RNE. Va dirigir els informatius de Ràdio Toledo. Va treballar en els Informatius de TVE com a reportera per al Telediario i va ser presentadora de diversos programes de debat polític a La 2. Ha entrevistat els sis primers presidents del govern d'Espanya des de la Transició: Adolfo Suárez, Leopoldo Calvo-Sotelo, Felipe González, José María Aznar, José Luis Rodríguez Zapatero i Mariano Rajoy.
Amb l'entrada a l'accionariat d'Antena 3 de José Manuel Lara Bosch, va ser nomenada directora d'informatius el juliol de 2003. Al capdavant dels informatius, va aconseguir que aquests fossin els líders d'audiència entre 2004 i 2007, superant la cadena pública Televisió Espanyola i va entrevistar a les principals personalitats polítiques del país, no obstant això, durant aquesta etapa també se la va etiquetar de conservadora i altres mitjans de comunicació van assenyalar «la seva falta d'objectivitat en entrevistes a líders del Partit Popular, en detriment de altres». Després de tretze anys, va abandonar el càrrec el juliol de 2016 i va ser substituïda per Santiago González, exdirector de TVE. Periodistes d'altres mitjans van assenyalar com a possibles causes la seva ideologia o les baixes audiències i la pèrdua de lideratge respecte a La Sexta, si bé altres mitjans van assenyalar que les polèmiques de mesos enrere respecte al tractament del partit polític Podem en els seus informatius i l'«exclusiva», criticada per la seva falta d'objectivitat, en què relacionava membres de Podem i la CUP amb Veneçuela i l'entorn d'ETA, haurien precipitat la seva substitució.
Al gener de 2018 fitxa per Telecinco per col·laborar al magazín matinal El programa d'Ana Rosa amb la seva secció L'opinió de Glòria.
A l'entrevista que li va realitzar Risto Mejide al seu programa de televisió Chester, Gloria Lomana va explicar que va ser acomiadada d'Antena 3 després d'expressar a la direcció de La Sexta les seves queixes per la línia editorial imposada a Atresmedia, el grup mediàtic del qual és conseller delegat Silvio González Moreno i on exerceix com a director general el català Javier Bardají Hernando, assenyalant en particular a Antonio García Ferreras.
El març del 2019 funda 50&50 Gender Leadership, consultora especialitzada en programes d'igualtat i lideratge femení, de la qual és presidenta.

### Premis
Ha format part del Jurat dels Premis Príncep d'Astúries de Cooperació Internacional, Alfonso Ussía i Marques Renombradas Españolas. També ha estat membre del jurat dels Premis Rei Jaume I de Periodisme.
Entre altres, Gloria Lomana ha estat guardonada amb el Premi a l'Excel·lència Empresarial i Professional, concedit el 2009 pel Cercle de Dones de Negocis i amb el Màster d'Or Estatutari, atorgat el 2010 pel Fòrum d'Alta Direcció i en reconeixement de la seva tasca com a directora d'informatius d'Antena 3». ». També a l'octubre de 2015 rep la Creu de Plata de l'Ordre del Mèrit de la Guàrdia Civil. El juliol de 2016, va ser guardonada amb el Premi de Comunicació Compromesa amb la Dona de la Federació Espanyola de Dones, Directives, Executives, Professionals i Empresàries, al XXV aniversari de la institució.

## Vida privada
El 22 de maig de 2009 es va casar amb l'ex polític català del Partit Popular, Josep Piqué, exministre d'Afers Exteriors del Govern de José María Aznar, fins a la seva mort el 2023.

## Publicacions
- 1987. El cicló socialista, sobre la crònica de la primera legislatura socialista.[1]
- 2017. Jocs de Poder, novel·la en què es ficcionen relacions del periodisme, la política i els diners.
- 2018. La fi de la por, Veus a l'any del feminisme sobre la igualtat com el gran repte del planeta en els nostres dies.